# Марипасула
Марипасула, Маріпасула (фр. Maripasoula) — муніципалітет у Франції, в заморському департаменті Гвіана. Населення — 9177 осіб (01.01.2021).
Муніципалітет розташований на відстані близько 7600 км на південний захід від Парижа, 240 км на південний захід від Каєнни.

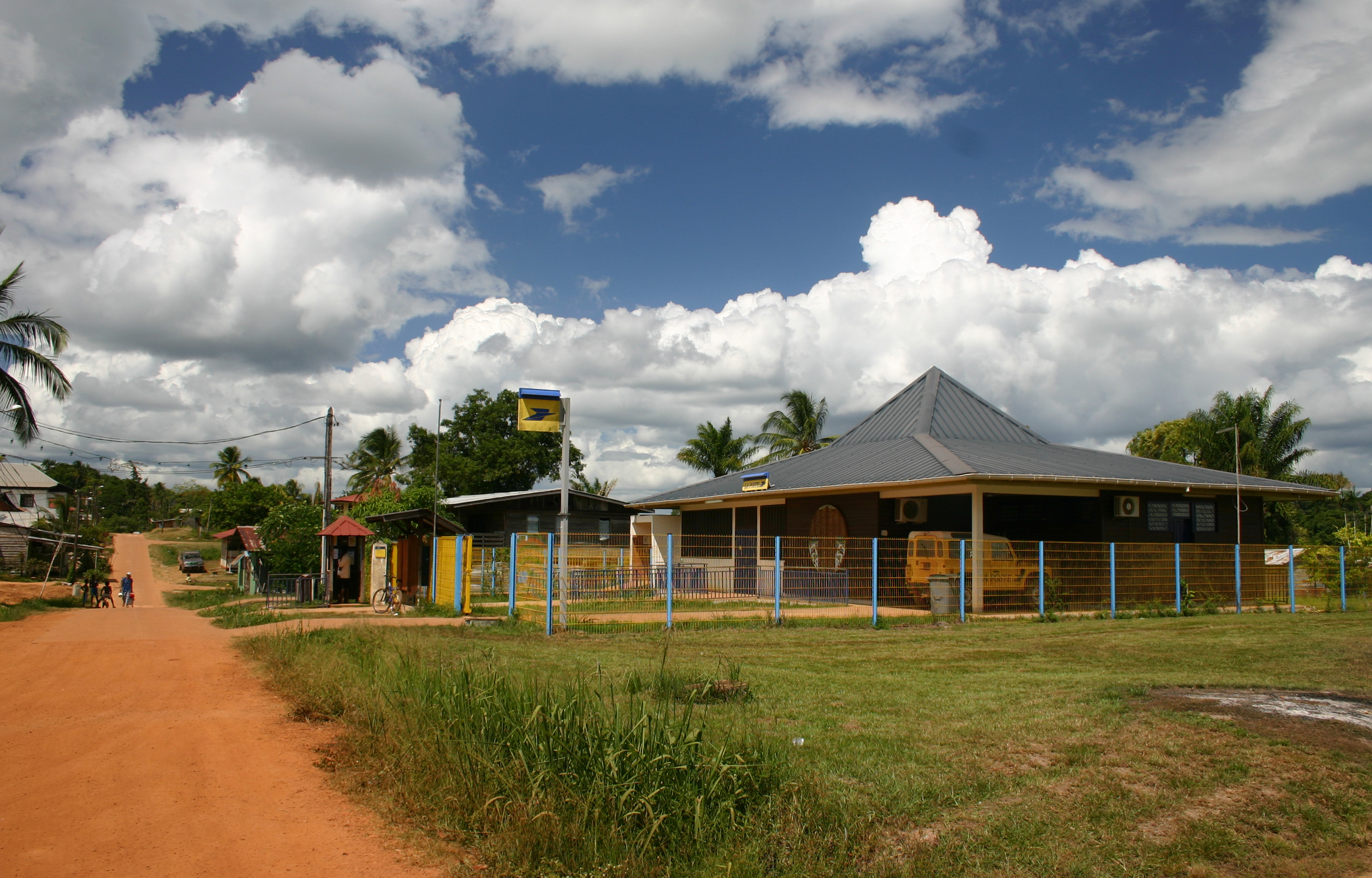
Приміщення пошти

## Клімат
Місто знаходиться у зоні, котра характеризується вологим тропічним кліматом. Найтепліший місяць — жовтень із середньою температурою 26.7 °C (80 °F). Найхолодніший місяць — січень, із середньою температурою 25.6 °С (78 °F).
| Клімат Марипасули       | Клімат Марипасули | Клімат Марипасули | Клімат Марипасули | Клімат Марипасули | Клімат Марипасули | Клімат Марипасули | Клімат Марипасули | Клімат Марипасули | Клімат Марипасули | Клімат Марипасули | Клімат Марипасули | Клімат Марипасули | Клімат Марипасули |
| Показник                | Січ.              | Лют.              | Бер.              | Квіт.             | Трав.             | Черв.             | Лип.              | Серп.             | Вер.              | Жовт.             | Лист.             | Груд.             | Рік               |
| Абсолютний максимум, °C | 31                | 31                | 31                | 31                | 31                | 31                | 31                | 32                | 33                | 33                | 33                | 31                | 33                |
| Середній максимум, °C   | 29                | 30                | 29                | 30                | 29                | 29                | 30                | 30                | 31                | 32                | 31                | 30                | 30                |
| Середня температура, °C | 25                | 25                | 25                | 26                | 25                | 25                | 25                | 25                | 26                | 26                | 26                | 26                | 25                |
| Середній мінімум, °C    | 21                | 21                | 22                | 22                | 22                | 21                | 21                | 21                | 21                | 21                | 22                | 22                | 21                |
| Абсолютний мінімум, °C  | 20                | 20                | 20                | 20                | 21                | 21                | 20                | 20                | 20                | 20                | 21                | 20                | 20                |
| Норма опадів, мм        | 230               | 220               | 400               | 360               | 420               | 300               | 230               | 180               | 100               | 90                | 110               | 190               | 2900              |
| Днів з дощем            | 12                | 11                | 11                | 11                | 11                | 16                | 14                | 12                | 6                 | 6                 | 7                 | 10                | 94                |
| ----------------------- | ----------------- | ----------------- | ----------------- | ----------------- | ----------------- | ----------------- | ----------------- | ----------------- | ----------------- | ----------------- | ----------------- | ----------------- | ----------------- |
| Джерело: Weatherbase    |                   |                   |                   |                   |                   |                   |                   |                   |                   |                   |                   |                   |                   |

## Демографія
Динаміка населення (INSEE ):

## Економіка
2010 року серед 5677 осіб працездатного віку (15—64 років) 3459 були активними, 2218 — неактивними (показник активності 60,9%, у 1999 році було 44,3%). З 3459 активних мешканців працювало 1988 осіб (1488 чоловіків та 500 жінок), безробітними було 1471 (817 чоловіків та 654 жінки). Серед 2218 неактивних 462 особи були учнями чи студентами, 30 — пенсіонерами, 1726 були неактивними з інших причин.